# Minuartia decipiens
Minuartia decipiens är en nejlikväxtart. Minuartia decipiens ingår i släktet nörlar, och familjen nejlikväxter.

## Underarter
Arten delas in i följande underarter:
- M. d. damascena
- M. d. decipiens